# 아카마쓰촌 (효고현)
아카마쓰촌(赤松村)은 효고현 아코군 니시하리마 현민국에 존재했던 촌이다.
1955년, 가미고리정, 다카타촌, 구라이, 아카마쓰촌과 합병해 새로운 가미고리정이 되었기 때문에 소멸하였다.
현재의 가마고리정의 북부, 구 아카마쓰 초등학교 구역에 거의 해당한다.